# India la Jocurile Olimpice de vară din 2012
India la Jocurile Olimpice de vară din 2012 de la Londra în perioada 27 iulie–12 august 2012, a participat cu o delegație de 83 de sportivi care a concurat la 13 sporturi. S-a aflat pe locul 55 în clasamentul pe medalii.

## Medaliați
| Medalie | Nume           | Sport     | Probă                       | Dată      |
| ------- | -------------- | --------- | --------------------------- | --------- |
| 2       | Vijay Kumar    | Tir       | Pistol foc rapid 25 m       | 3 august  |
| 2       | Sushil Kumar   | Lupte     | 66 kg libere masculin       | 12 august |
| 3       | Gagan Narang   | Tir       | Pușcă cu aer comprimat 10 m | 12 august |
| 3       | Saina Nehwal   | Badminton | Feminin individual          | 4 august  |
| 3       | Mary Kom       | Box       | 51 kg feminin               | 8 august  |
| 3       | Yogeshwar Dutt | Lupte     | 60 kg libere masculin       | 11 august |